# Балкано-романские языки
Балкано-романская (восточно-романская) языковая подгруппа — одна из подгрупп, выделяемых в составе группы романских языков. Структурно восточно-романские языки по ряду черт противостоят так называемым западно-романским языкам, хотя имеют с ними общего предка — народную латынь. Включает в себя пять языков. Балкано-романская речь при этом отличается наибольшим своеобразием в группе романских языков и обнаруживает черты так называемых контактных языков, образовавшихся на стыке нескольких неродственных языковых ареалов. Так, на всех языковых уровнях восточно-романские языки обнаруживают сходства с соседними славянскими языками, албанским и греческим, образуя с ними так называемый балканский языковой союз.
Терминами «балкано-романский язык» и «балканская латынь» обозначают не один (прото)язык, а разные языковые варианты, развивавшиеся в разных условиях.

## Распространение
Балкано-романская подгруппа — самая малочисленная среди романских (около 5 % всех романоязычных мира). Общее число говорящих на восточнороманских языках — около 28 млн человек. Наиболее функциональны румынский и молдавский языки на территории Румынии и Республики Молдова (с Приднестровьем). Внутри них имеется значительное количество региональных диалектов и говоров, большинство из которых, однако, взаимопонятны. После 1990 г. число носителей балкано-романских языков быстро сокращается из-за естественной убыли и интенсивной эмиграции, в основном по экономическим причинам. Ассимиляция также значительна за пределами Румынии и Молдавии.

## Проблемы и перспективы развития
Южнодунайские языки — мегленорумынский и арумынский — как и истрорумынский, находятся на грани исчезновения и распространены преимущественно среди сельского населения в труднодоступных горных районах Балкан. Вместе с романо-славянскими билингвами Сербии, Хорватии, Северной Македонии, Греции и Украины число говорящих на балкано-романских языках — около 25 млн (около 5 % всех романоязычных в мире). На румынском и молдавском языках создана богатая художественная и научная литература.

## История и классификация
Балкано-романские языки, как и западнороманские, образовались в результате эволюции народной латыни II—III веков нашей эры при её последующем контакте с окружающими языками — с греческим, турецким, албанским и, особенно, славянскими языками.
История Балкано-романских языков достаточно противоречива, что объясняется двумя причинами: недостатком исторических источников, в особенности письменных, а также политическими интересами. Существует несколько версий развития румынского языка, которые основываются на разных вариантах толкования истории восточно-романских народов. В целом хронология формирования современных балкано-романских языков на базе народной латыни Дакии выглядит следующим образом:
- Автохтонные языки Балкан (геты, даки, мёзы, иллирийцы и т. д.) до II века н. э.;
- Народная латынь (Римская Дакия в составе Римской империи) II—III века н. э.;
- Балканская латынь IV—VII века до славянского переселения;
- Проторумынский язык. Дако-мезийский диалект балканской латыни при решающей доли славянского населения[3] преобразуется в проторумынский язык (romana comuna) с VI по X век[4];
- Распад проторумынского языка на четыре ветви: румынский (дакорумынский), арумынский, мегленорумынский и истрорумынский — XIII век[4];
- Распад дакорумынского на два языка/диалекта: валашский (старорумынский) и молдавский языки XIV—XVIII веков;
- Балкано-романские языки XIX—XXI веков.

Балкано-романская (восточнороманская) подгруппа включает северодунайские и южнодунайские языки.
Северодунайские
В источниках также встречается название «дако-романские языки».
- Румынский язык (румыны) — общая численность, включая молдаван, около 23,8 млн человек[7][8]: Румыния, Молдова, Украина.
- Молдавский язык (молдаване) — общая численность около 3,35 млн человек: Молдова, Украина, Румыния.
- Влашский язык[9][нет в источнике][10][11] (влахи в Сербии) — общая численность около 50 тыс. человек.

Многие современные лингвисты полагают, что «румынский» и «молдавский» являются разными названиями (лингвонимами) одного языка, также указывая его как молдавский вариант или диалект румынского, однако иные источники продолжают перечислять молдавский среди восточно-романских языков наряду с румынским.
Южнодунайские
- Арумынский язык, или аромунский, или македонорумынский (аромуны) — совокупность говоров, объединяемых на основе общих структурных признаков. Число носителей не может быть установлено точно, от 15 000 активных носителей до 250 000 человек арумынского происхождения. Стандартные оценки — около 60 000 в Албании и 50 000 в Греции, около 30 000 в Северой Македонии.
- Мегленитский язык, или мегленский, или мегленорумынский[23] (меглениты) — от 5 000 до 20 000 человек в Греции, под угрозой исчезновения.
- Истриотский язык, или истрорумынский[5] (истрорумыны) — менее 1 тыс. человек в нескольких сёлах в восточной части полуострова Истрия (Хорватия).

Далматинский
- Далматинский язык[5] — собирательное название вымерших идиомов романской группы индоевропейской семьи, на которых в Средние века говорило население Далмации. Отнесение далматинского языка к балкано-романским является спорным; некоторые лингвисты относят его к итало-романским или считают его «языком-мостом» между этими двумя группами[24].

## Сравнительно-исторический анализ
Структурно восточно-романские языки по ряду черт противостоят так называемым западно-романским языкам, хотя имеют с ними общего предка — народную латынь. Характерные черты таковы:
- постпозиция артикля (по мнению некоторых лингвистов, данная черта не является признаком принадлежности к восточнороманской ветви, поскольку постпозитивный артикль является балканизмом, характерным и для нероманских языков);
- субстантивация классического лат. инфинитива на -re;
- широкое распространение конъюктива (сослагательного наклонения) (по мнению некоторых лингвистов, данная черта не является признаком принадлежности к восточнороманской ветви, поскольку употребление конъюнктива вместо инфинитива характерно и для нероманских языков Балканского полуострова)
- высокая продуктивность -i четвёртого спряжения у глаголов,
- наличие морфологической палатализации согласных,
- многочисленные и хорошо адаптированные лексико-морфологоческие заимствования из славянских и других соседних языков (от 20 до 60 % всей лексики).

Своеобразие восточно-романских языков вызвано их ранней (III век) изоляцией от основного романского массива Западной Европы массами переселяющихся народов, в первую очередь славян, венгров и германцев. Субстрат восточно-романских языков носит по большей части дакийский, а не кельтский/средиземноморский/италийский характер, как на западе. Суперстратные влияния славянских языков в Восточной Романии очень сильны и отмечаются на всех уровнях балкано-романских языков. Многочисленны адстратные элементы (венгерский, греческий, турецкий, немецкий, галлицизмы и др.) В XIX—XX веках были целенаправленные попытки к сближению двух групп языков лексически путём релатинизации лексики крупнейшего из балкано-романских языков — румынского.